# Spritzkarspitze
Die Spritzkarspitze (2606 m ü. A.) ist ein Berg im Karwendel in der Hinterautal-Vomper-Kette. Zur nördlich gelegenen Eng-Alm stürzt sie mit 800 Meter hohen Wandfluchten ab, durch die zahlreiche Kletterrouten führen.

## Topographie
Die Spritzkarspitze ist durch felsige Grate mit der südöstlich gelegenen Eiskarlspitze und mit der westsüdwestlich gelegenen Plattenspitze (2492 m ü. A.) verbunden. Die nordwärts schauenden Felsfluchten werden durch den Nordpfeiler etwa in Gipfelfalllinie in eine Nordwest- und eine Nordostwand geteilt. In die nordostwärts schauenden Wandabbrüche sind die Eiskarln eingelagert. Gegen Süden hin fällt die Spritzkarspitze allgemein weniger steil in das Spritzkar und das Vomper Loch ab.

## Besteigung und Routen
Eine Besteigung des Gipfels verlangt zumindest Kletterei im II. Grad der UIAA-Skala. Der technisch leichteste Anstieg ist der südseitige Weg des Erstersteigers Hermann von Barth durch das Spritzkar. Diese Route gilt aber als mühsam und ist im Abstieg schwer zu finden. Der Anstieg von Norden durch die Eiskarln bewegt sich wie der Übergang zur Plattenspitze ebenfalls im II. Grad.
Durch die Nordseite führen einige zum Teil bedeutende Kletterrouten. So galt der 1902 von O. Bauriedl und A. Holzer erstbegangene Schiefe Riss mit der Schwierigkeit V- zu Beginn des 20. Jahrhunderts als die bedeutendste Klettertour im Karwendel. Die Nordkante (V+) wurde 1924 von L. Bauer und G. Gruber durchstiegen. Öfter Begangen wird auch die Gerade Nordwestwand (IV). 